# Virgin Decalog
 (septembre 2014).
Virgin Decalog est une collection de recueils de nouvelles publiés par Virgin Books, basés sur la série télévisée Doctor Who. Le nom provient du fait que chaque recueil contienne 10 nouvelles (même si le dernier en possède en réalité 11). Cinq volumes ont été publiés entre 1994 et septembre 1997, bien que les volumes 4 et 5 ne portent pas sur le Docteur ou tout autre personnage dont Virgin ne possédait pas le copyright. Par la suite, la BBC a commencé à éditer leurs propres fictions sur Doctor Who, dont des recueils de nouvelles nommés Short Trips.

## Recueils

### Decalog
Le premier recueil de nouvelles publié est Decalog (Virgin, 17 mars 1994), édité par Mark Stammers et Stephen James Walker (en). Il contient les nouvelles suivantes :
| Titre                                 | Auteur                | Docteur/Compagnon                              |
| Playback                              | Stephen James Walker  | Septième Docteur                               |
| Fallen Angel                          | Andy Lane (en)        | Deuxième Docteur, Jamie, Zoe                   |
| The Duke of Dominoes                  | Marc Platt (écrivain) | Quatrième Docteur, Sarah Jane Smith            |
| The Straw That Broke the Camel's Back | Vanessa Bishop (en)   | Troisième Docteur, Liz, UNIT                   |
| Scarab of Death                       | Mark Stammers         | Quatrième Docteur, Sarah Jane Smith            |
| The Book of Shadows                   | Jim Mortimore (en)    | Premier Docteur, Ian, Barbara                  |
| Fascination                           | David J. Howe         | Cinquième Docteur, Peri Brown                  |
| The Golden Door                       | David Auger           | Premier Docteur, Dodo, Steven, Sixième Docteur |
| Prisoners of the Sun                  | Tim Robins            | Troisième Docteur, Liz Shaw, UNIT              |
| Lackaday Express                      | Paul Cornell          | Cinquième Docteur, Nyssa, Tegan                |

La nouvelle Playback (par Stephen James Walker) fait un lien entre toutes les autres nouvelles : elle raconte l'histoire d'un amnésique prétendant être le Docteur, et qui retrouve sa mémoire en parcourant les objets dans ses poches ; à chaque objet correspond une nouvelle du recueil.

### Decalog 2: Lost Property
Le volume suivant est Decalog 2: Lost Property (Virgin, 20 juillet 1995), édité à nouveau par Mark Stammers et Stephen James Walker. Ce recueil abandonne le concept de nouvelles liés ustilisé dans Decalog ; à la place, toutes les récits se concentrent sur le même thème, un talent que le docteur acquiert quelque-part dans l'espace ou le temps. Il contient les nouvelles suivantes :
| Titre                 | Auteur                                         | Docteur/Compagnon                          |
| Vortex of Fear        | Gareth Roberts                                 | Deuxième Docteur, Jamie, Zoe               |
| Crimson Dawn          | Tim Robbins                                    | Quatrième Docteur, Leela, K-9              |
| Where the Heart Is    | Andy Lane                                      | Troisième Docteur, Jo, UNIT                |
| The Trials of Tara    | Paul Cornell                                   | Septième Docteur, Bernice Summerfield (en) |
| Housewarming          | David A. McIntee (en)                          | Sarah Jane Smith, Mike Yates, K9           |
| The Nine Day Queen    | Matt Jones (writer) (en)                       | Premier Docteur, Ian, Barbara              |
| Lonely Days           | Daniel Blythe (en)                             | Cinquième Docteur, Nyssa                   |
| People of the Trees   | Pam Baddeley                                   | Quatrième Docteur, Leela                   |
| Timeshare             | Vanessa Bishop                                 | Sixième Docteur, Peri                      |
| Question Mark Pyjamas | Mike Tucker (en) et Robert Perry (writer) (en) | Septième Docteur, Ace, Benny               |

### Decalog 3: Consequences
Le dernier volume de la série Decalog avant que Virgin perde les droits d'utilisation de la licence des personnages de la série Doctor Who se nomme Decalog 3: Consequences (Virgin, 18 juillet 1996), et fut édité par Justin Richards (en) et Andy Lane. Il introduit une nouvelle idée pour lier les nouvelles entre elles : chacune possède un élément de la précédente et de la suivante (la première contient une référence à la dernière et vice versa). Il contient les nouvelles suivantes :
| Titre                         | Auteur                     | Docteur/Compagnon                |
| . . . And Eternity in an Hour | Stephen Bowkett            | Troisième Docteur, Jo            |
| Moving On                     | Peter Anghelides (en)      | Sarah Jane Smith, K9             |
| Tarnished Image               | Guy Clapperton             | Premier Docteur, Dodo            |
| Past Reckoning                | Jackie Marshall            | Cinquième Docteur, Nyssa         |
| UNITed We Fall                | Keith R. A. DeCandido (en) | Quatrième Docteur, the Brigadier |
| Aliens and Predators          | Colin Brake (en)           | Deuxième Docteur, Jamie, Zoe     |
| Fegovy                        | Gareth Roberts             | Sixième Docteur, Mel             |
| Continuity Errors             | Steven Moffat              | Septième Docteur, Benny          |
| Timevault                     | Ben Jeapes (en)            | Quatrième Docteur, K9            |
| Zeitgeist                     | Craig Hinton (en)          | Cinquième Docteur, Turlough      |

Ce fut la première contribution de Steven Moffat à la série Doctor Who. Il sera amené plus tard à travailler comme scénariste pour la nouvelle série de 2005, avant de devenir scénariste principal à partir de 2010. Jackie Marshall était un écrivain connu à cette époque pour ses Fanfictions de Doctor Who. Moffat a utilisé par la suite plusieurs éléments d'intrigues de Continuity Errors comme base pour l'épisode Le Fantôme des Noëls passés, ainsi que pour l'histoire du personnage River Song dans l'épisode Allons tuer Hitler.